# Janowo (Dominowo)
Pour les articles homonymes, voir Janowo.
Janowo (prononciation : [jaˈnɔvɔ]) est un village polonais de la gmina de Dominowo dans le powiat de Środa Wielkopolska de la voïvodie de Grande-Pologne dans le centre-ouest de la Pologne.
Il se situe à environ 6 kilomètres au nord-ouest de Dominowo (siège de la gmina), à 10 kilomètres au nord de Środa Wielkopolska (siège du powiat) et à 27 kilomètres à l'est de Poznań (capitale régionale).

## Histoire
De 1975 à 1998, le village faisait partie du territoire de la voïvodie de Poznań.

Depuis 1999, Janowo est situé dans la voïvodie de Grande-Pologne.